# Dubbele calvijnappelen
Dubbele calvijnappelen is een schilderij door de Nederlandse schilder Piet Mondriaan.

## Voorstelling
Het moet voorstellen twee kalvijnappelen.

## Herkomst
Het werk wordt voor het eerst gesignaleerd op de Tentoonstelling van kunstwerken van levende meesters te 's-Gravenhage, die in 1890 plaatsvond in de Koninklijke Academie van Beeldende Kunsten in Den Haag, waar het voor 100 gulden te koop werd aangeboden. Daarna ontbreekt ieder spoor.